# کازانووا (فیلم ۱۹۸۷)
کازانووا (انگلیسی: Casanova) فیلمی در ژانر کمدی رمانتیک به کارگردانی سایمون لانگتون است.